# Guillem III des Barres
Guillem III des Barres, "el Jove" (c. 1185/1190 - Nicòsia, 15 de novembre de 1249), va ser un cavaller francès de la Casa des Barres. Va participar en la Croada Albigesa i en la batalla de Muret el 1213, i va acompanyar al rei Lluís IX a la Setena Croada, on hi trobarà finalment la mort.

## Títols
Guillem III des Barres era cavaller i vescomte de Provins, i va ser comte de Chalon del ~1200 fins al 1228, pel seu primer matrimoni amb Beatriu de Chalon.
També va ser senyor d'Oissery, Forfry, Silly, Ognes, Villegniard (a la ciutat de Presles-en-Brie), Saint-Pathus i La Ferté-Alais (en part).

## Biografia

### Genealogia
Era membre de la família “Guillem des Barres”, el tercer amb el nom.

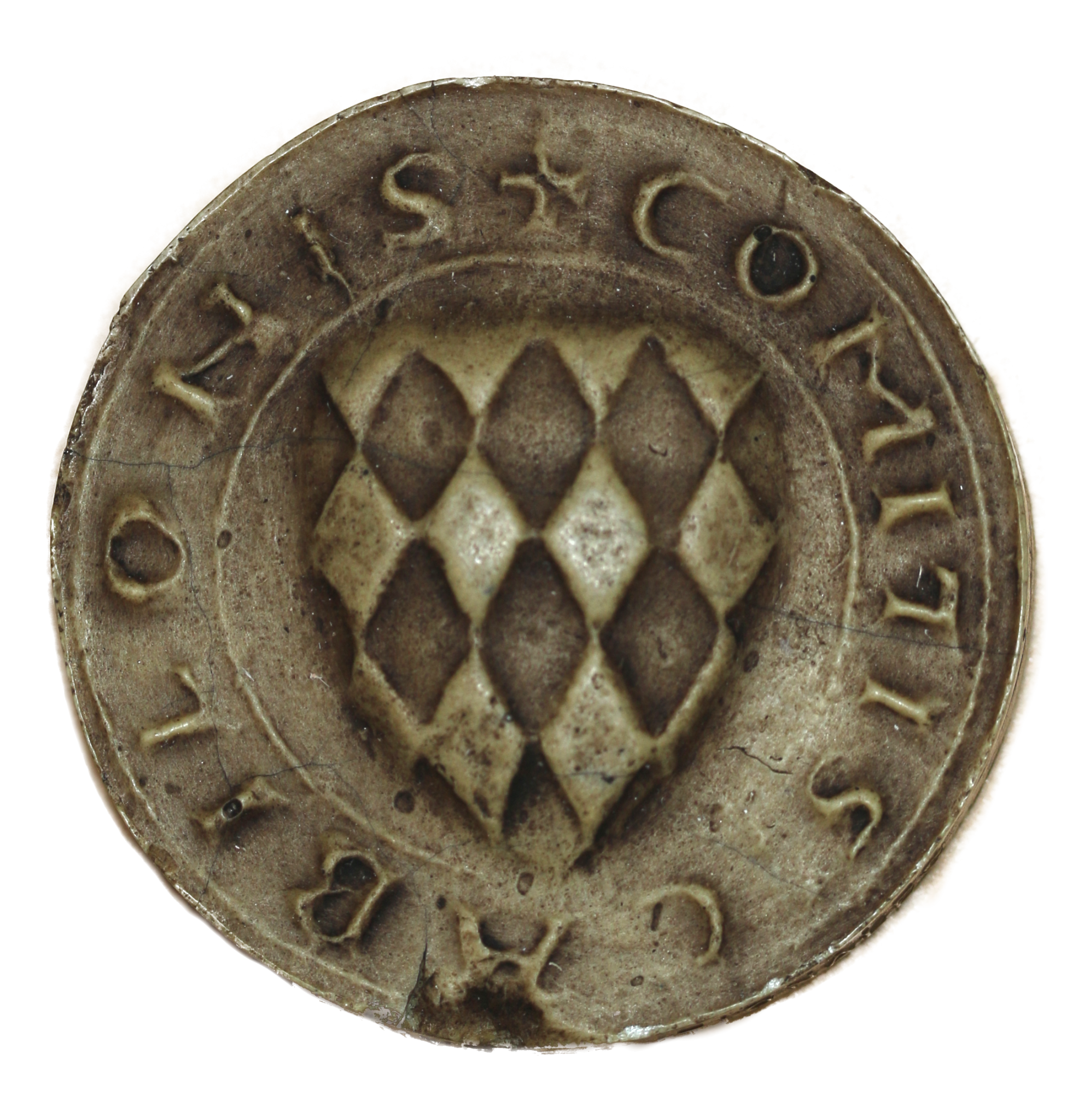
Contra-segell de Guillem III des Barres.

Era fill de Guillem II des Barres, i se'n va convertir en l'hereu a la mort del seu germà gran el 1227.
Per la seva mare, Amícia de Beaumont-Leicester, Guillem III des Barres era mig germà de Simó IV de Montfort.
Es casà, del 1200 al 1205, amb la comtessa Beatriu de Chalon († 1227), hereva del comte Guillem II de Chalon. Van tenir una filla, Maria des Barres nascuda l'any 1205 i que serà senyora de La Ferté-Alais.
La seva segona dona va ser Héloise Britaud de Nangis, vescomtessa de Provins. Amb ella va tenir almenys sis fills.
Entre aquests nens, trobem en primer lloc el llegendari Joan des Barres anomenat "d'Oissery", i també un Guillem, que esdevindrà el quart amb aquest nom.

### Vida militar

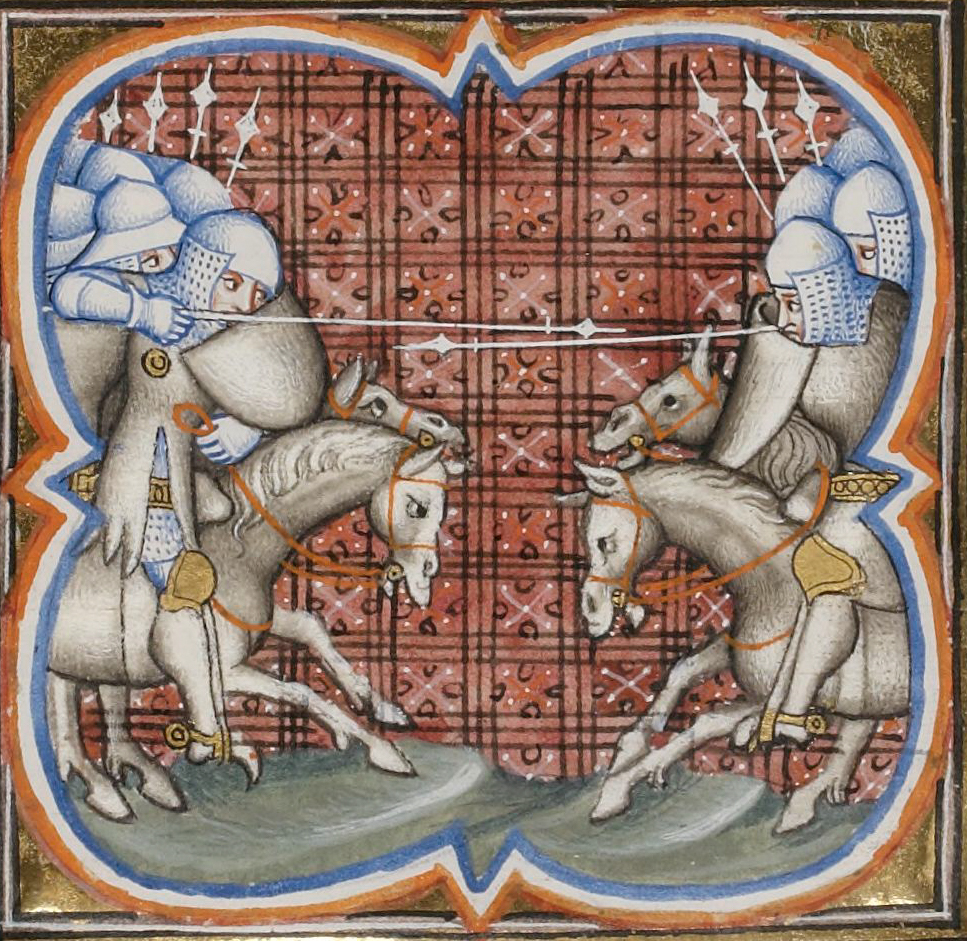
Batalla de Muret (1213).

Mig germà de Simó IV de Montfort per la seva mare, Guillem va participar amb ell a la Croada Albigesa. Durant la guerra del Llenguadoc, entre 1209 i 1213, es va distingir com a cap de tropa a la batalla de Muret del 12 de setembre de 1213.
És present, el juliol de 1215, al tractat matrimonial fet entre Felip de França, fill gran del rei Lluís VIII, i Agnès de Nevers, senyora de Donzy, de qui Guillem depenia.

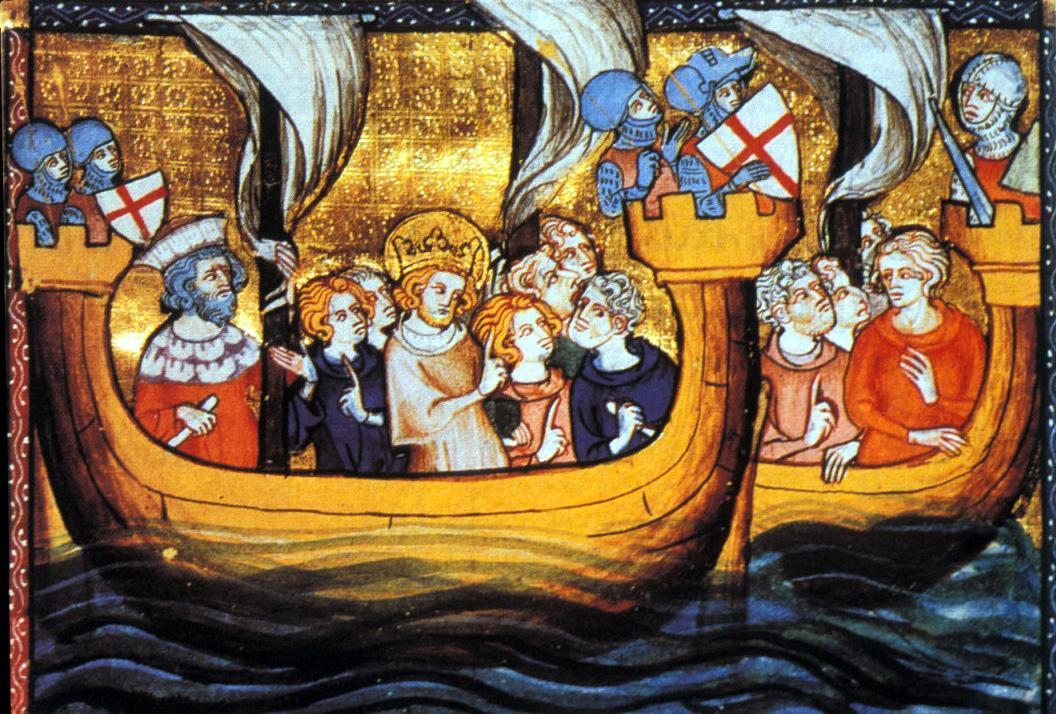
Lluís IX camí de la Setena Croada.

El 1216 va donar suport al príncep hereu Lluís VIII el Lleó durant la invasió d'Anglaterra. Va ser abatut i fet presoner, juntament amb Robert de Courtenay, durant una batalla naval davant Sandwich, el 24 d'agost de 1217.
Va participar en la campanya de Bretanya el 1231, i va servir contra el comte de Xampanya el 1236. També serà cavaller de la Casa del Rei (a partir de 1239).
Amb el seu fill gran i el seu net, el comte Joan I de Montfort, Guillem va marxar cap a la Setena Croada dirigida pel rei Lluís IX. S'embarcaren a Aigüesmortes i els dos cavallers van emmalaltir durant l'hivernada de l'exèrcit a Xipre del 1248 al 1249. Allà hi moririen. Guillem va morir el 15 de novembre de 1249 a Nicòsia.